# Hohe Kugel
Die Hohe Kugel ist ein 1645 m ü. A. hoher Berg im äußersten Westen des Bregenzerwaldgebirges am Rand des Rheintals. Der Berg liegt zur Gänze im Naturschutzgebiet Hohe Kugel - Hoher Freschen - Mellental, dem größten Naturschutzgebiet nach Vorarlberger Landesgesetz. Der Gipfel des als Wanderziel beliebten Bergs befindet sich im Gemeindegebiet der Gemeinde Fraxern. Als Familienwanderziel ist der Gipfel der Hohen Kugel auch für ungeübte Wanderer leicht erreichbar. Beliebte Wanderrouten führen vom Sportplatz Fraxern, von Ebnit, Millrütte oder vom Hohenemser Ortsteil Reute aus leicht ansteigend zum höchsten Punkt des Berges. Südlich an die Hohe Kugel schließt sich ein mit 1642 m fast gleich hoher und auf seiner Westflanke bis fast an den Gipfel bewaldeter Bergrücken, das Kugelkreuz, an. Dieser fällt nach Südosten zum Treietpass (1489 m) ab.
Während der Eiszeit reichte der etwa 1000 m mächtige Rheingletscher bis 150 m unter den Gipfel.
Im Jahr 2015 wurde ein neues Gipfelkreuz aufgestellt.
Die Berggruppe Kugelgruppe ist nach der Hohen Kugel benannt, obwohl der unscheinbare Falben der höchste Punkt dieser Gruppe ist. Auf dem Gipfel der Hohen Kugel hat man einen Rundblick von den Gletschern der Silvretta bis zum Bodensee. Dies ist zwar auf vielen schweiz-österreichischen Aussichtspunkten der Fall, aber selten bereits in so geringer Höhe.